# 埃利·雅布罗诺维奇
埃利·雅布罗诺维奇（英語：Eli Yablonovitch，1946年12月15日—），美国应用物理学家，他和萨耶夫·约翰是光子晶体领域的两位开创者。他和他的团队首先创建一个3维结构，呈现一个完整的被称为“雅布罗诺维奇带隙”的光子带隙。除了开拓光子晶体，他也是第一个认识到应变量子阱激光器与其对应的非应变装置相比具有显着降低阈值电流的功能的人。这项技术目前已应用于半导体激光器的制造。